# گروه صنعتی بوتان
گروه صنعتی بوتان (سهامی عام) شرکتی واقع در ایران است که در زمینه تولید لوازم گرمایشی از جمله آبگرمکن، پکیج شوفاژ دیواری و رادیاتور فعالیت دارد. شرکت بوتان در سال ۱۳۳۲ به کوشش محمود خلیلی و فرزندش محسن خلیلی با هدف توزیع گاز مایع شکل گرفت. پس از مدت کوتاهی گروه صنعتی بوتان با هدف تولید لوازم گازسوز از جمله اجاق گازسوز تأسیس شد. در حال حاضر(۱۳۹۴) بیش از ۱۲ میلیون خانواده ایرانی از محصولات بوتان استفاده می‌کنند.

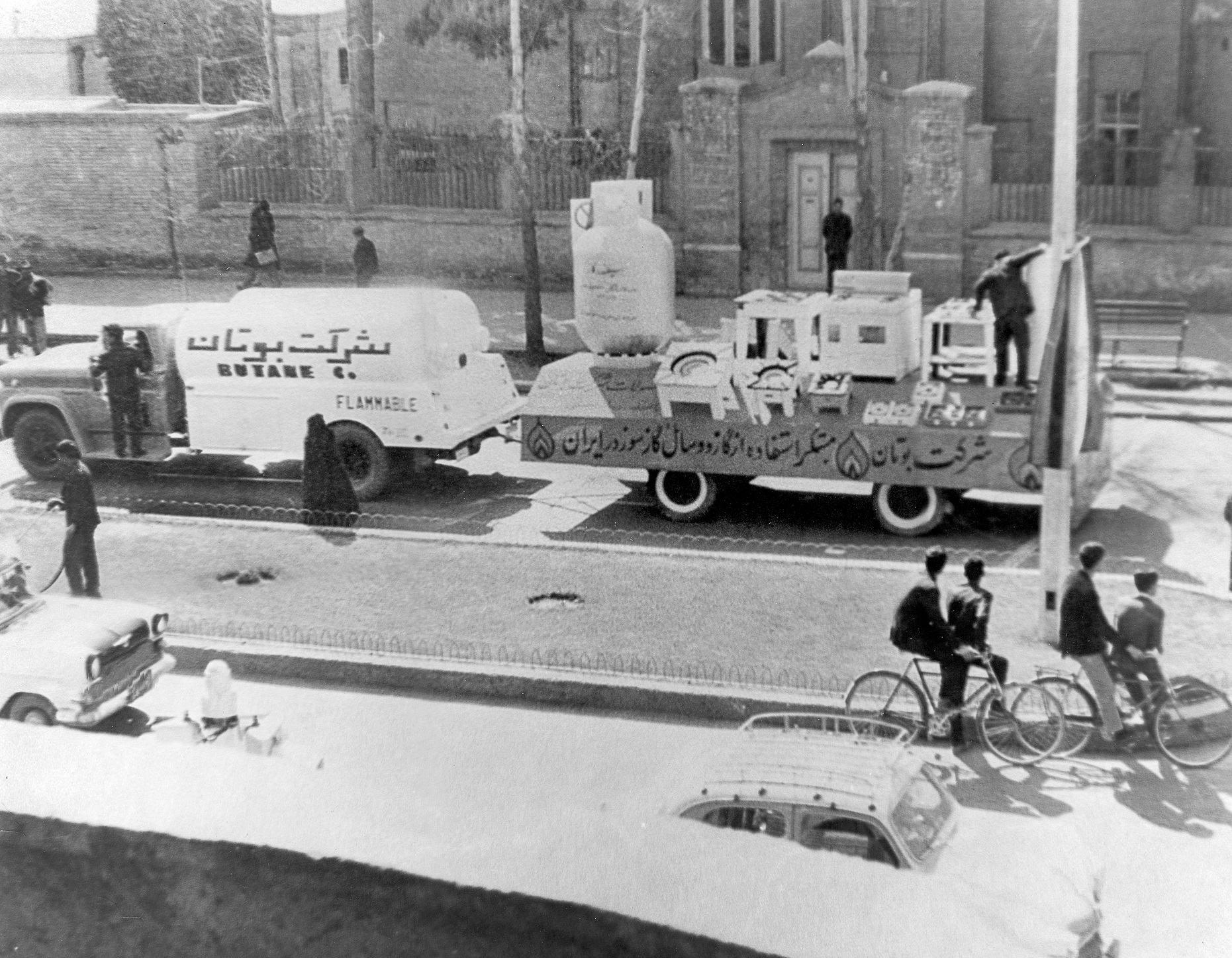
نمایش محصولات بوتان در تهران (دهه ۱۳۳۰ خورشیدی)

## تاریخچه
در سال ۱۳۳۲، محمود خلیلی با دریافت امتیاز توزیع و عرضه گاز مایع از شرکت نفت ایران و انگلیس شرکت بوتان را تأسیس کرد. در سال ۱۳۳۳، با همراهی مهندس محسن خلیلی عراقی واحد کوچکی برای تولید محصولات گاز سوز و سیلندر گاز و اجاق گاز سوز ابتدا کارگاه در سه راه آذری تهران شکل گرفت و سپس به چهاردانگه منتقل و در سال ۱۳۸۰ کارخانه به شهر صنعتی کاوه منتقل و به سرعت توسعه یافت.
سال ۱۳۶۷ شرکت صنعتی بوتان به تولید و عرضه محصولات جدید گازسوز اقدام نمود و توانست طی مدت هفت سال، میزان تولید آبگرمکن‌های دیواری گازی را به ده برابر (گزارش‌های مالی شرکت) افزایش دهد. طی همین مدت، اکثر قطعات وارداتی آبگرمکن با قطعات ساخت داخلی جایگزین شدند و شرکت به صادرات قطعات ایرانی آبکرمکن به کشورهای اروپایی (آلمان، انگلستان و ایتالیا) پرداخت و سپس در دهه ۱۳۸۰ صادرات آبگرمکن‌های ساخت ایران به کشورهای اروپایی را آغاز کرد و در ادامه به تولید و عرضهٔ محصولات جدیدی چون شوفاژ دیواری گازی و مایکروفر پرداخت. این برند آبگرمکن‌های خود را به گونه ای تولید کرد که از کیفیت بسیار مطلوبی برقرار باشد و به واسطه بکارگیری متریال درجه یک توانست، نیاز به تعمیر پیکج را در دستگاه‌های خود به میزان قابل قبولی کاهش دهد.
شرکت صنعتی بوتان در تدوین و اجرای استانداردهای ملی لوازم گازسوز ایران مشارکت دارد. شرکت بوتان دارای گواهینامه واحد نمونه صنعتی از مؤسسه استاندارد و تحقیقات صنعتی ایران است. وب سایت نمایندگی این شرکت به ادرس بوتان  میباشد

### گاه‌شمار بوتان
- ۱۳۳۲- تأسیس شرکت بوتان
- ۱۳۳۸ - ایجاد اولین مرکز تماس مشتریان مجهز به بی‌سیم در کشور
- ۱۳۶۷ - تولید اولین آبگرمکن دیواری گازی در ایران
- ۱۳۷۲ - تولید اولین پکیج شوفاژ دیواری در ایران
- ۱۳۷۴ - ارتقای آزمایشگاه شرکت به آزمایشگاه آکردیته
- ۱۳۷۵ الی ۱۳۷۸ - دریافت گواهینامه‌های بین‌المللی ایزو۹۰۰۲، ایزو ۱۴۰۰۱، CE و ایزو ۹۰۰۱ شد.[۶]
- ۱۳۸۷ - تولید رادیاتورهای آلومینیومی
- ۱۳۸۷ - آغاز صادرات آبگرمکن به اروپا

## مدیران
شرکت آبکوه سامان، شرکت صنعتی تولا، محمدتقی سمنانی، مسعود ابراهیمی، فاتح برایی، مسعود حسین‌مردی، محمدرضا عابدی‌میران
مدیران دیرین: سعید خلیلی عراقی، بهروز بوشهری، محمدجواد تندگویان

## محصولات
گذشته: اجاق گاز، سیلندر گاز، سیلندر گاز پیک نیکی، کباب پز، مینی فر، مایکروفر، کولر گازی
اکنون: آبگرمکن دیواری گازی، شوفاژ دیواری گازی، رادیاتور آلومینیومی، رادیاتور حوله خشک کن فولادی

## افتخارات و اقدامات
- ۱۳۸۰ - دریافت لوح صنعت سبز از سازمان محیط زیست.[۹]
- ۱۳۸۱ - دریافت لوح تقدیر پیشکسوت صنعتی از سوی وزارت صنایع
- ۱۳۸۲ - واحد نمونه کشوری در استاندارد و کیفیت برتر
- ۱۳۸۳ - سومین تولیدکننده بزرگ آبگرمکن در جهان[۱۰]
- ۱۳۸۶ - گواهینامه رعایت حقوق مصرف‌کنندگان
- ۱۳۹۱، ۱۳۹۲ و ۱۳۹۳ - تندیس زرین حمایت از حقوق مصرف‌کنندگان[۱۱]
- ۱۳۹۳ - اولین تولیدکننده بزرگ آبگرمکن و پکیج شوفاژ دیواری در خاورمیانه[۱۲]
- ۱۳۹۱ الی ۱۳۹۴ - حامی اصلی تداکس تهران[۱۳]

## برند بوتان
برند بوتان در سال ۱۳۹۲ در دهمین جشنواره ملی قهرمانان صنعت ایران به عنوان یکی از ۱۰۰ برند برتر ایران شناخته شد.